# Chrysobothris vulcanica
Chrysobothris vulcanica är en skalbaggsart som beskrevs av Leconte 1861. Chrysobothris vulcanica ingår i släktet Chrysobothris och familjen praktbaggar. Inga underarter finns listade i Catalogue of Life.